# Богемія на Олімпійських іграх
Богемія до 1918 була автономною частиною Австро-Угорської імперії і виступала на перших Олімпійських іграх окремою командою. 

## Список медалістів
| Медаль | Спортсмен                                                                               | Ігри        | Вид спорту     | Дисципліна              |
| ------ | --------------------------------------------------------------------------------------- | ----------- | -------------- | ----------------------- |
| Срібло | Франтішек Янда-Сук                                                                      | Париж 1900  | легка атлетика | метання диска           |
| Бронза | Гедвіга Розенбаумова                                                                    | Париж 1900  | теніс          | жінки, одиночний розряд |
| Бронза | Вілем Гоппольд фон Лобсдорф                                                             | Лондон 1908 | Фехтування     | шабля                   |
| Бронза | Властиміл Лада-Сазавський Вілем Гоппольд фон Лобсдорф Бедрих Шейбал Ярослав Шурек-Тучек | Лондон 1908 | Фехтування     | шабля, командні         |

Гедвіга Розенбаумова виграла також бронзову медаль разом із Арчибальдом Ворденом з Великої Британії в міксті на Олімпіаді 1900 року. Цю медаль записують до заліку змішаної команди.

## Медалі за іграми
| Ігри           | Золото          | Срібло          | Бронза          | Загалом         |
| Париж 1900     | 0               | 1               | 1               | 2               |
| Сент-Луїс 1904 | не брала участі | не брала участі | не брала участі | не брала участі |
| Лондон 1908    | 0               | 0               | 2               | 2               |
| Стокгольм 1912 | 0               | 0               | 0               | 0               |
| Усього         | 0               | 1               | 3               | 4               |